# Descurainia millefolia
Descurainia millefolia är en korsblommig växtart som först beskrevs av Nikolaus Joseph von Jacquin, och fick sitt nu gällande namn av Philip Barker Webb och Sabin Berthelot. Descurainia millefolia ingår i släktet stillfrön, och familjen korsblommiga växter. Inga underarter finns listade i Catalogue of Life.

## Bildgalleri

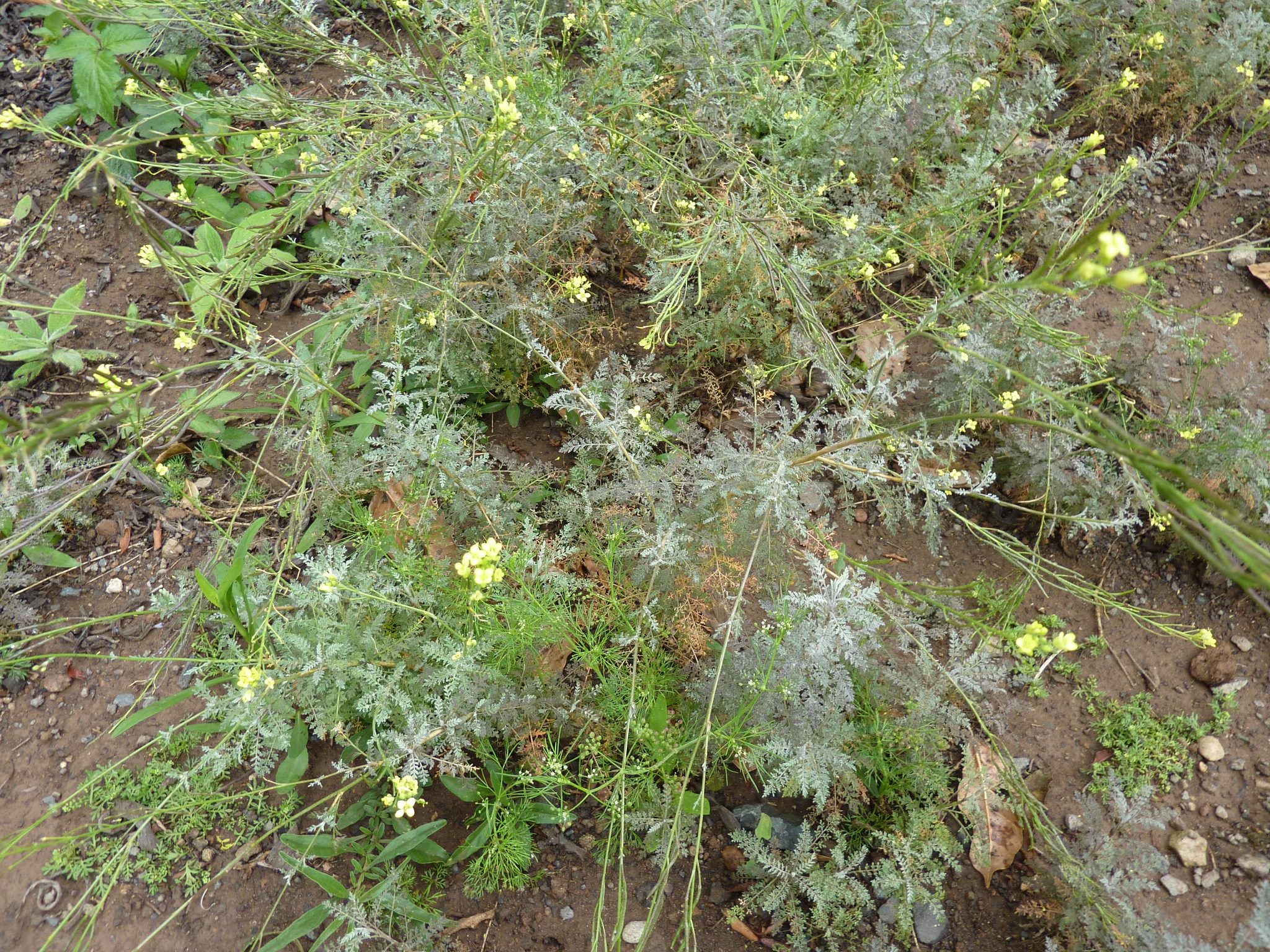
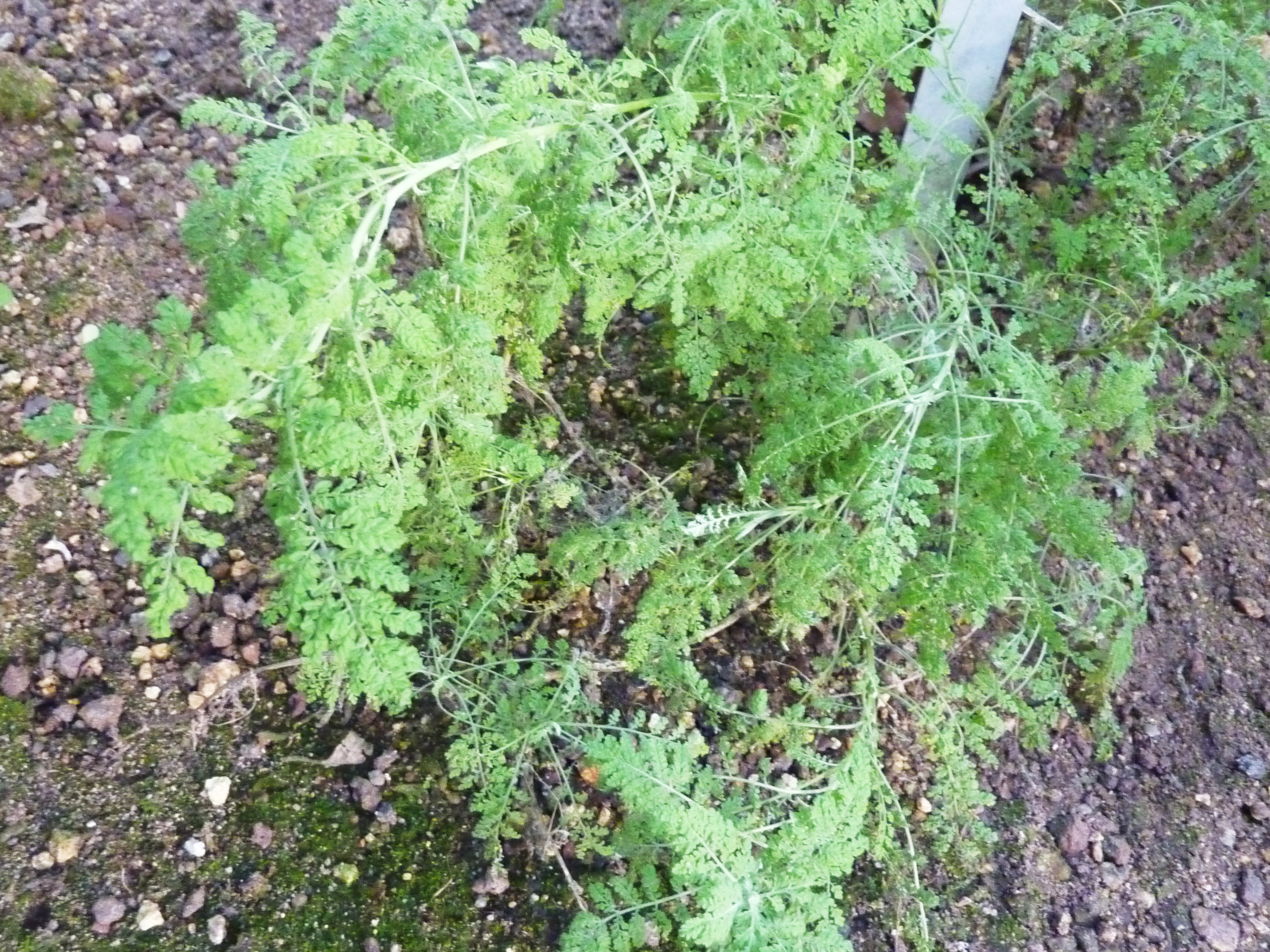
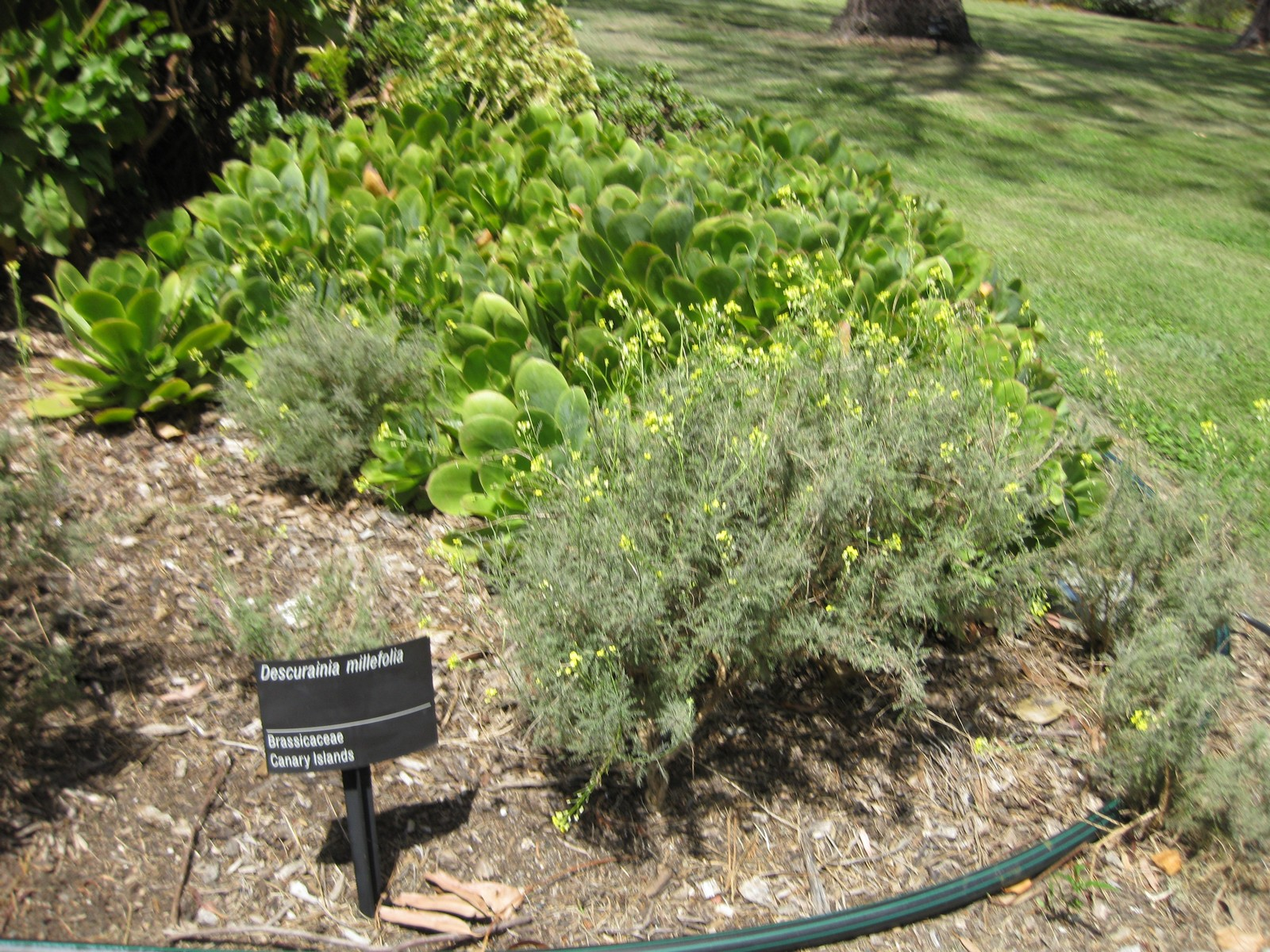